# Terra bruciata (Ballard)
Terra bruciata è un romanzo di fantascienza del 1964 di J. G. Ballard. Una versione espansa, intitolata The Drought, è stata pubblicata nel 1965.

## Trama
Contrariamente al romanzo precedente di Ballard Il mondo sommerso, Terra bruciata descrive un mondo in cui l'acqua è scarsa. Dopo un'estesa siccità, i fiumi si sono trasformati in rivoli e la terra in polvere, facendo sì che le popolazioni del mondo si dirigessero verso gli oceani in cerca di acqua. La siccità è causata da rifiuti industriali gettati nell'oceano, che formano una barriera impermeabile all'ossigeno di polimeri saturi a catena lunga che impedisce l'evaporazione e distrugge il ciclo delle precipitazioni ma è anche metafora di un futuro arido sia per il pianeta che per l'essere umano, un'aridità che è metafora della morte in contrapposizione al liquido, simbolo di vita. 